# Divisions administratives de l'Alemanya nazi

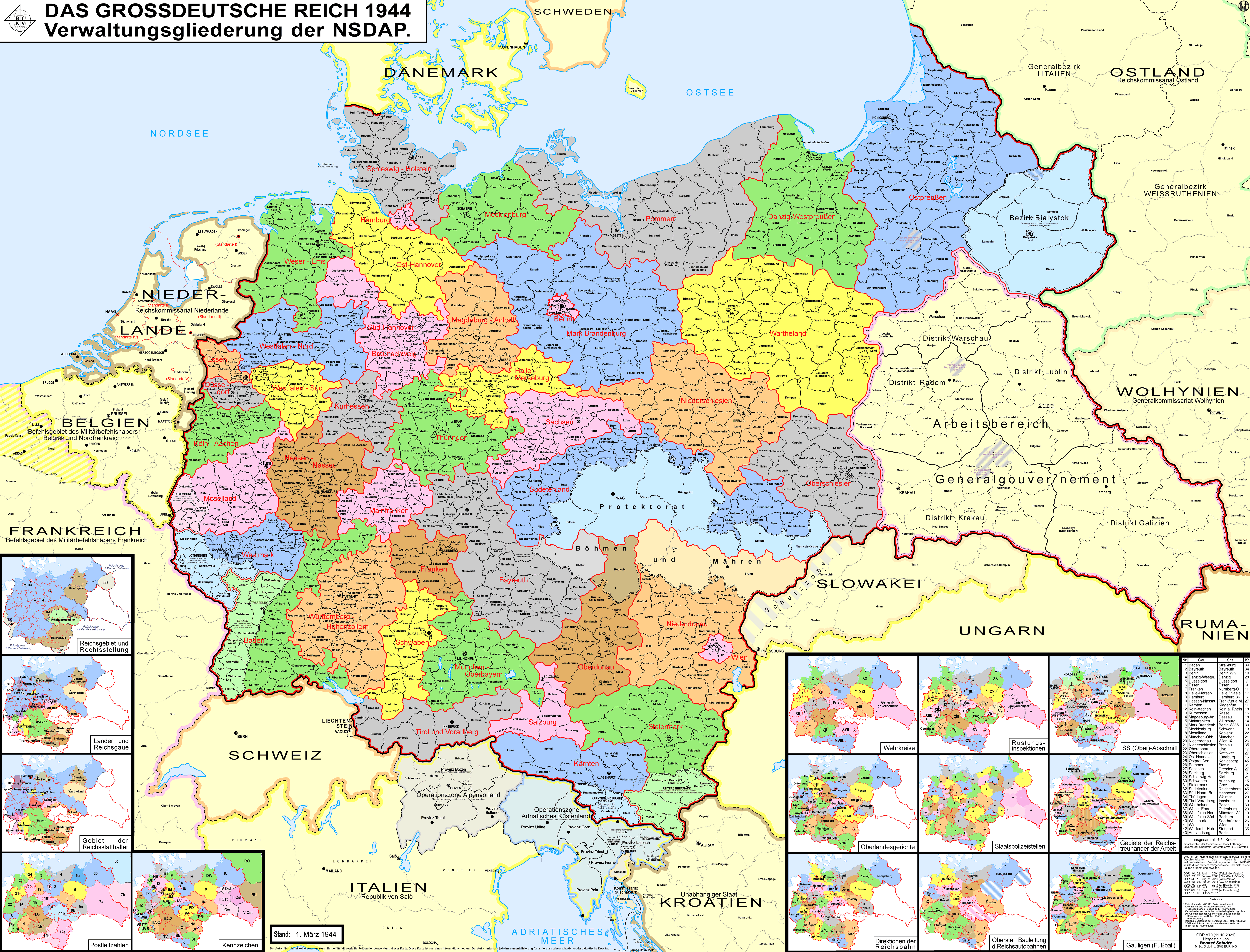
Divisions administratives de l'Alemanya nazi, 1944.

Alemanya, 1919-1937.

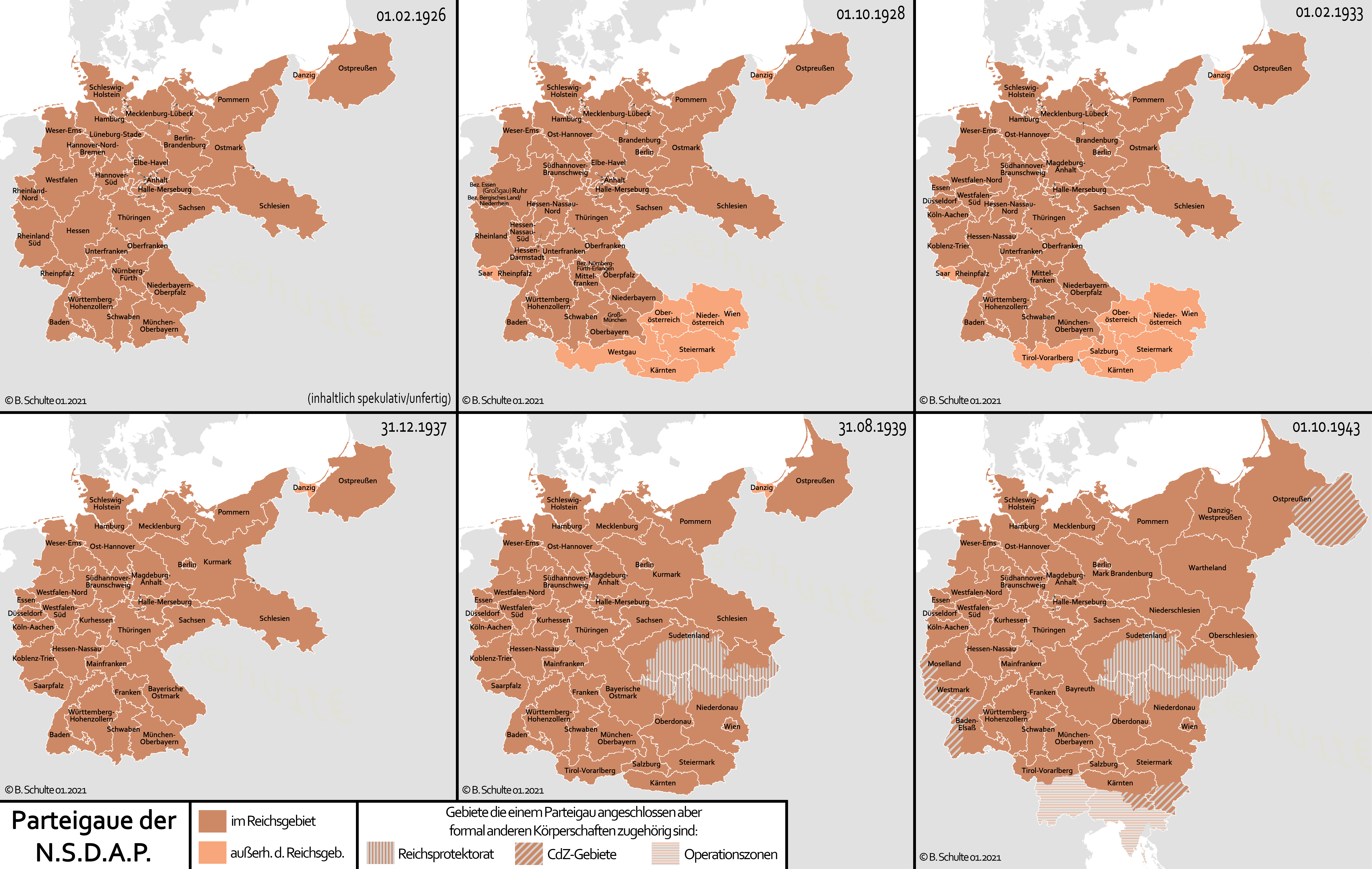
Gaue del NSDAP en 1926, 1928, 1933 i 1937.

Després de la supressió dels Ländern (estats) individuals de la República de Weimar el 1934, els Gaue (Singular: Gau) eren les subdivisions administratives de facto de l'Alemanya nazi.
Els Gaue nazis es van formar el 1926 com a districtes del Partit Nazi dins dels diferents estats alemanys i províncies prussianes, tal com venien donades des de la fi la Primera Guerra Mundial. Cada Gau tenia un responsable administratiu, el Gauleiter (traduït per cap del Gau). Tot i que els Ländern i províncies prussianes van continuar existint després del Llei Habilitant de 1933, la seva administració es va reduir a un òrgan rudimentari unit a les respectives administracions del Gau en el procés de la Gleichschaltung. En total, el 1934 Alemanya estava organitzada en 32 Gaue. A la fi de la II Guerra Mundial el 1945 el nombre de Gaue arribava a ser de 42
Les regions ocupades el 1938 tant per l'Anschluss [annexió] d'Àustria com pels acords de la Conferència de Múnic (els Sudets de Txecoslovàquia), com també la regió de Klaipéda o Memelland (a l'actual Lituània) in coirpoirada el març del 1939, com finalment també les àrees conquistades durant la Segona Guerra Mundial, van ser incorporades als Gaue existents o van ser organitzades en Reichsgaue, similars en tot a les Gaue excepte en el nom. En el Reichsgaue, el Gauleiter també ostentava la posició de Reichsstatthalter, la qual cosa formalment combinava les esferes del partit i del govern estatal.
Amb la fi de la guerra i la fixació de les noves fronteres arran de la Conferència de Potsdam (línia Oder-Neisse) Alemanya perdria tant els territoris annexionats a partir del 1938 com també els de Prússia Oriental, Pomerània i la Silèsia. Entre altres conseqüències, naixerien dos Estats alemanys que subsistiren fins a la re-unificació del 1990.

## Gaue,ReichsgaueiLänder

Gau de Saxònia.

Els Gaue van existir de forma paral·lela als estats germans, els Länder, i les províncies prussianes al llarg del període nazi. Pro forma, la divisió administrativa de l'Alemanya de Weimar va ser deixada de costat. El pla per abolir els Länder va ser finalment abandonat perquè Hitler va refusar realitzar reformes estructurals, la denominada Reichsreform (Reforma de l'Estat), tement que podrien importunar als líders locals del partit. Per les mateixes raons, els límits territorials dels Gaue van romandre sense modificacions dins d'Alemanya al llarg d'aquest període. Els Gaue sol van ser expandits per mitjà de l'addició de territoris ocupats després de 1938. Mentre els Länder continuessin existint, el poder real a nivell local estava en mans dels Gauleiters, i no pas en els Ministres Presidents dels estats alemanys. Els Gauleiters eren directament designats per Hitler i només responien davant seu. En la pràctica, la interferència des de dalt era molt rara i, per tant, el seu poder era gairebé absolut.

### Gaueestablerts en 1934
| Nom català               | Nom alemany              | Seu                                                            | Fundat | Notes |
| ------------------------ | ------------------------ | -------------------------------------------------------------- | ------ | --- |
| Baden                    | Baden                    | Karlsruhe                                                      | 1934   | Format a partir de l'estat de Baden. De 1940-45 el Gau incloïa els ex departaments francesos del Baix Rin i Alt Rin com Baden-Alsàcia |
| Bayreuth                 | Bayreuth                 | Bayreuth                                                       | 1934   | Format amb part de l'estat de Baviera. Originalment denominat Gau de la Marca Oriental Bavaresa (Gau Bayrische Ostmark), reanomenat el 1942 com a Gau Bayreuth el 1942; també va incorporar part de Txecoslovàquia des del 1938.                      |
| Düsseldorf               | Düsseldorf               | Düsseldorf                                                     | 1934   | Format per la meitat septentrional de la Província prussiana del Rin |
| Prússia Oriental         | Ostpreußen               | Königsberg                                                     | 1934   | Format de la Província de Prússia Oriental. Des de 1939 també incloïa territoris annexats de Polònia |
| Hannover Oriental        | Ost-Hannover             | Lüneburg                                                       | 1934   | Format a partir de la part septentrional, central i oriental de la prussiana Província de Hannover |
| Electorat de Hessen      | Kurhessen                | Kassel                                                         | 1934   | Format a partir de la meitat nord de la província prussiana de Hessen-Nassau |
| Colònia-Aquisgrà         | Köln-Aachen              | Colònia                                                        | 1934   | Format a partir de la part nord i central de la Província prussiana del Rin |
| Essen                    | Essen                    | Essen                                                          | 1934   | Format de la punta septentrional de la prussiana Província del Rin |
| Francònia                | Franken                  | Nuremberg                                                      | 1934   | Format de part de l'estat de Baviera |
| Gran Berlín              | Groß-Berlin              | Berlín                                                         | 1934   | Format a partir de la província prussiana del Gran Berlín |
| Halle-Merseburg          | Halle-Merseburg          | Halle                                                          | 1934   | Format a partir de la meitat meridional de la província prussiana de Saxònia |
| Hamburg                  | Hamburg                  | Hamburg                                                        | 1934   | Format de part de l'estat d'Hamburg |
| Hessen-Nassau            | Hessen-Nassau            | Frankfurt del Main                                             | 1934   | Format a partir de l'estat de Hessen i la part meridional de la província prussiana de Hessen-Nassau |
| Coblença-Trèveris        | Koblenz-Trier            | Coblenza                                                       | 1934   | Format a partir de la part meridional de la província prussiana del Rin. Reanomenat el 1942 com a Gau Moselland a partir de la incorporació de Luxemburg, ocupat pels nazis des del 1940                                                              |
| Magdeburg-Anhalt         | Magdeburg-Anhalt         | Dessau                                                         | 1934   | Format de l'Estat Lliure d'Anhalt i la meitat septentrional de la Província prussiana de Saxònia |
| Main-Francònia           | Mainfranken              | Würzburg                                                       | 1934   | Format de part de l'estat de Baviera |
| Marca de Brandenburg     | Mark Brandenburg         | Berlín                                                         | 1934   | Format a partir de la prussiana Província de Brandenburg |
| Mecklenburg              | Mecklenburg              | Schwerin                                                       | 1934   | Format a partir de l'estats de Mecklenburg-Strelitz i Mecklenburg-Schwerin |
| Munic-Alta Baviera       | München-Oberbayern       | Munic                                                          | 1934   | Format a partir de part de l'estat de Baviera |
| Pomerània                | Pommern                  | Stettin                                                        | 1934   | Format de la província prussiana de Pomerània |
| Saar-Palatinat           | Saarpfalz                | Neustadt an der Weinstraße (1933–1935) Saarbrücken (1935–1945) | 1934   | Format pel Palatinat bavarès i del Saarland prussià. Reanomenat Gau Westmark el 1940 després de la incorporació de parts de la Lorena |
| Saxònia                  | Sachsen                  | Dresden                                                        | 1934   | Format a partir de l'estat de Saxònia |
| Slesvig-Holstein         | Slesvig-Holstein         | Kiel                                                           | 1934   | Format a partir de la prussiana Província de Slesvig-Holstein, la Ciutat Lliure de Lübeck i el territori pertanyent a l'Estat Lliure d'Oldenburg |
| Silèsia                  | Schlesien                | Breslau                                                        | 1934   | Format a partir de les províncies prussianes d'Alta Silèsia (Oberschlesien) i de Baixa Silèsia (Niederschlesien), i a partir de 1939 també va incorporar parts de Polònia. El 1941 es va dividir el Gau en dos, seguint la divisió de les províncies. |
| Hanover del Sud-Brunsvic | Südhannover-Braunschweig | Hannover                                                       | 1934   | Format per l'Estat Lliure de Brunsvic i les parts meridionals i occidentals de la província de Hannover |
| Suàbia                   | Schwaben                 | Augsburg                                                       | 1934   | Format a partir de part de l'estat de Baviera |
| Turíngia                 | Thüringen                | Weimar                                                         | 1934   | Format a partir de l'estat de Turíngia i de l'adjacent Província prussiana de Saxònia. |
| Weser-Ems                | Weser-Ems                | Oldenburg                                                      | 1934   | Format a partir de l'Estat Lliure d'Oldenburg (excloent els exclavaments perifèrics), l'estat de Bremen i l'extrem occidental de la prussiana Província de Hannover                                                                                   |
| Westfàlia del Nord       | Westfalen-Nord           | Münster                                                        | 1934   | Format a partir de l'Estat Lliure de Lippe i la meitat septentrional de la prussiana Província de Westfàlia |
| Westfàlia del Sud        | Westfalen-Süd            | Dortmund                                                       | 1934   | Format a partir de la meitat meridional de la prussiana Província de Westfàlia |
| Württemberg-Hohenzollern | Württemberg-Hohenzollern | Stuttgart                                                      | 1934   | Format per l'Estat Lliure Popular de Württemberg i la prussiana Província de Hohenzollern |

### Reichsgaueestablerts els anys 1930
Nous Reichsgaue van ser fundats després del Anschluss (annexió) d'Àustria i de la incorporació dels Sudets després dels Acords de Múnic. Les parts meridionals de Txecoslovàquia també obtingudes en els Acords de Múnic no van formar part del Reichsgau Sudetenland, sinó que van ser incorporades a la part septentrional del Reichsgaue corresponent a l'antiga Àustria.
| Nom català       | Nom alemany      | Seu | Fundat | Notes |
| ---------------- | ---------------- | --- | ------ | --- |
| Carintia         | Kärnten          | Klagenfurt | 1938   | Format a partir dels antics estats federals d'Àustria, Carintia i Tirol de l'Est, incloent des de 1941 parts d'Eslovènia (Alta Carniola).                  |
| Baix Danubi      | Niederdonau      | Krems an der Donau No obstant això, el 1943 durant una vista de Hitler a l'esmentat Gau, li va assegurar al líder del Gau, Hugo Jury, que la capital seria Brünn (Brno) en un futur proper. | 1938   | Format a partir de l'antic estat federal austríac de Baixa Àustria i la part nord de Burgenland; incloses des de 1939 van ser parts de Moràvia meridional. |
| Alt Danubi       | Oberdonau        | Linz | 1938   | Format a partir de l'antic estat federal d'Alta Àustria i de Ausseerland, una part de Estiria; incloent a partir de 1939 parts de la Bohèmia meridional.   |
| Salzburg         | Salzburg         | Salzburg | 1938   | Format a partir de l'antic estat federal austríac de Salzburg                                                                                              |
| Sudets           | Sudetenland      | Reichenberg | 1938   | Format a partir dels territoris germano-parlants de Txecoslovàquia que es varen incorporar al III Reich d'acord amb la Conferència de Múnic.               |
| Estíria          | Steiermark       | Graz | 1938   | Format a partir de l'antic estat federal austríac d'Estiria i la part meridional de Burgenland; inclou des del 1941 parts d'Eslovènia (Baixa Estiria)      |
| Tirol-Vorarlberg | Tirol-Vorarlberg | Innsbruck | 1938   | Format de l'antic estat federal austríac de Vorarlberg i la part septentrional del Tirol                                                                   |
| Viena            | Wien             | Viena | 1938   | Format per l'antic estat federal austríac de Viena i parts que envoltaven l'antiga Baixa Àustria                                                           |

### Reichsgaue establerts durant la Segona Guerra Mundial
Dels territoris annexionats de Polònia i la Ciutat Lliure de Danzig en 1939, es van crear el Reichsgau de Wartheland i de Danzig-Prússia Occidental. Per la seva banda, els territoris polonesos que no pertanyien aquests dos Reicghgaue s'integraven als Gau de Prússia Oriental i de Silèsia. El Gran Ducat de Luxemburg, així com Alsàcia-Lorena, arrabassada a la França al 1940, van ser adjuntats als Gaue sud-occidentals fronterers de l'Alemanya nazi. Dos Reichsgaue més a Bèlgica es van establir en 1944, i es van annexar de iure a Alemanya.
| Nom català                | Nom alemany        | Seu            | Fundat | Notes |
| ------------------------- | ------------------ | -------------- | ------ | --- |
| Danzig-Prússia Occidental | Danzig–Westpreußen | Danzig         | 1939   | Format a la Ciutat Lliure de Danzig i la regió polonesa del Voivodat de Pomerània, que van ser tots dos ocupats per Alemanya el 1939, així com el territori alemany del Regierungsbezirk de Prússia Occidental, que pertanyia a Prússia Oriental.                                                                          |
| Flandes                   | Flandern           | Anvers         | 1944   | Format a la Regió flamenca de Bèlgica, que comprenia les províncies de parla flamenc d'Anvers, Limburg, Flandes Oriental, Flandes Occidental, els suburbis de Brussel·les (excepte la ciutat de Brussel·les mateixa), i els suburbis de Lovaina a la llavors província de Brabant (avui dia província de Brabant flamenc). |
| Valònia                   | Wallonien          | Namur          | 1944   | Formada a la Regió valona de Bèlgica, comprenia les províncies francòfones de Hainaut, Lieja excepte els cantons de Eupen, Malmedy i Sankt Vith, Luxemburg, Namur, i els suburbis de Nivelles a la contemporània província de Brabant (ara part de la separada província de Brabant való).                                 |
| Wartheland                | Wartheland         | Posen (Poznan) | 1939   | Format al principi a la regió polonesa del Voivodat de Poznań i en regions incorporades dels voivodats al seu al voltant després de l'ocupació alemanya de Polònia |

### Auslandsgau
Existia també un Gau extraterritorial anomenat Auslandsorganisation (Organització d'estrangeria) per als membres transoceànics. La seva seu era a Berlín. Aquest Auslandsgau (Gau estranger) era considerat el Gau número 43 de l'Alemanya nazi.

## Zones operacionals
Després de la caiguda de Benito Mussolini el juliol del 1943, el govern italià va començar secretament les negociacions amb els Aliats perquè Itàlia es canviés al bàndol dels Aliats. En venjança, els alemanys van ocupar (Operació Achse) grans parts d'Itàlia, van alliberar a Mussolini, (Operació Roure), i ho van reinstal·lar com la governanta titella d'un nou estat feixista en aquelles zones que van ser ocupades per l'Exèrcit alemany. Encara que oficialment sota el control de totes les zones controlades per l'antiga Itàlia Feixista, gran part del nord-est situat entre Suïssa i el Adriático van ser reorganitzades com a zones d'operacions (Operationszonen). Aquestes van anar informalment annexades per Alemanya, i unides a les Gaue adjacents del Reich. Hi havia dues zones d'operacions, a saber:
| Nom cataà                                 | Nom alemany                                   | Seu     | Fundat | Notes |
| ----------------------------------------- | --------------------------------------------- | ------- | ------ | --- |
| Zona d'Operacions de del Litoral Adriàtic | Operationszone Adriatisches Küstenland (OZAK) | Trieste | 1943   | Formada a partir de les àrees de la Itàlia ocupada, de Iugoslàvia, Eslovènia, la península de Istria, i les províncies de Friuli i Gorizia. Annexada (no incorporada) al Reichsgau de Carintia. |
| Zona d'Operacions dels Prealps            | Operationszone Alpenvorland (OZAV)            | Bozen   | 1943   | Format per l'ex-Tirol del Sud, el Trentino italià, i parts adjacents més petites en el nord-est d'Itàlia. Annexades (no incorporades) al Reichsgau del Tirol-Voralberg.                         |

## Govern general

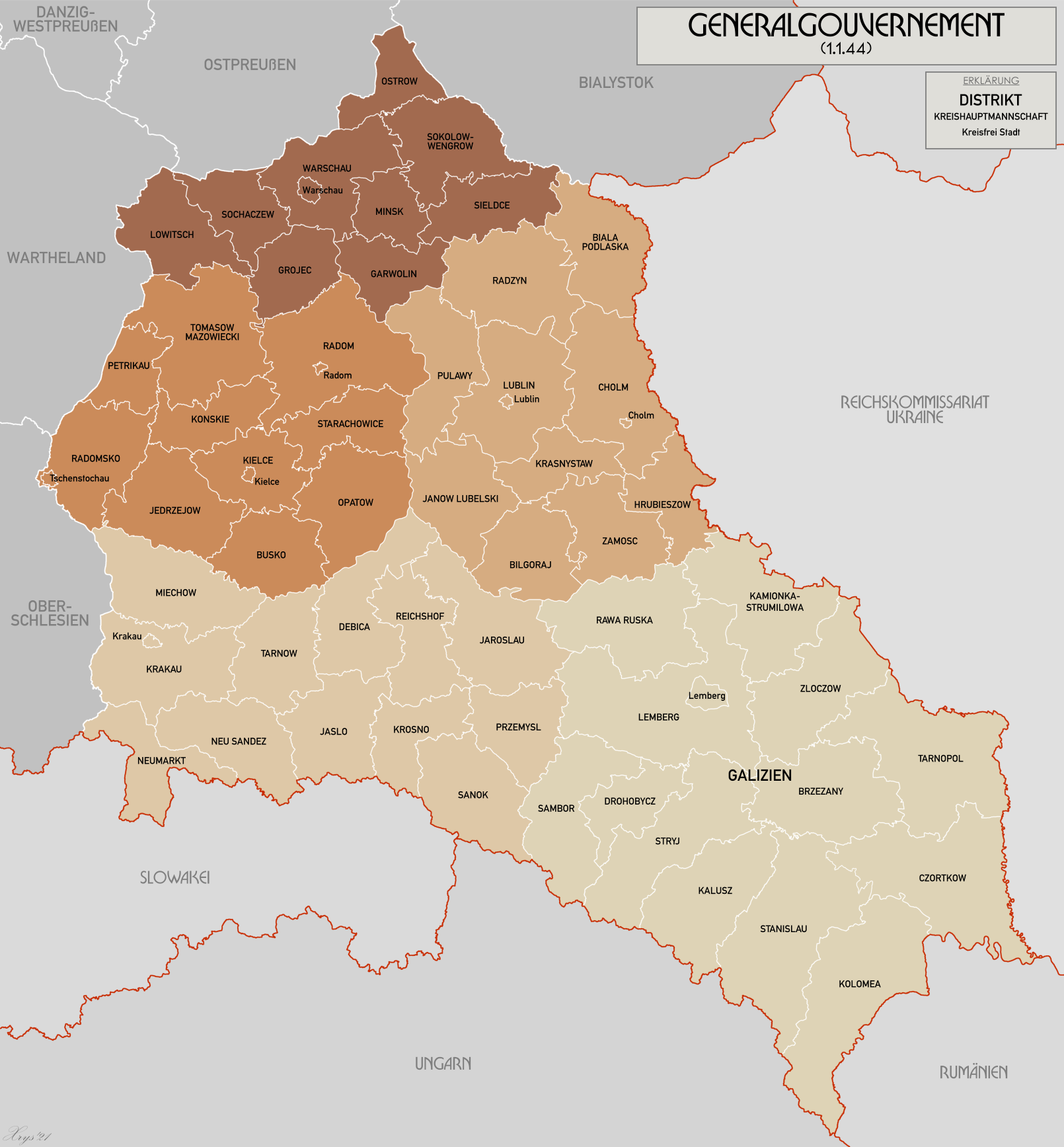
El Govern General a l'agost de 1941.

En aquelles parts de Polònia que no van ser directament annexades al Reich Alemany, una administració civil independent va crear l'anomenat Govern General (dels territoris ocupats de Polònia). Si bé, teòricament fora dels límits del propi Reich, va ser considerada part de la Gran Alemanya pels oficials nazis com una regió "autònoma" (és a dir, no depenent directament del govern de Berlín).
Va ser al seu torn subdividida en quatre distrikten (districtes).
- Districte Cracòvia;
- Districte Varsòvia;
- Districte Lublín;
- Districte Radom.

Arran de la invasió de la Unió Soviètica el juny del 1941, es creà un cinquè Gau format amb la incorporació dels antics territoris austríacs de Galítsia, el Districte Galítsia.

## Protectorat de Bohèmia i Moràvia

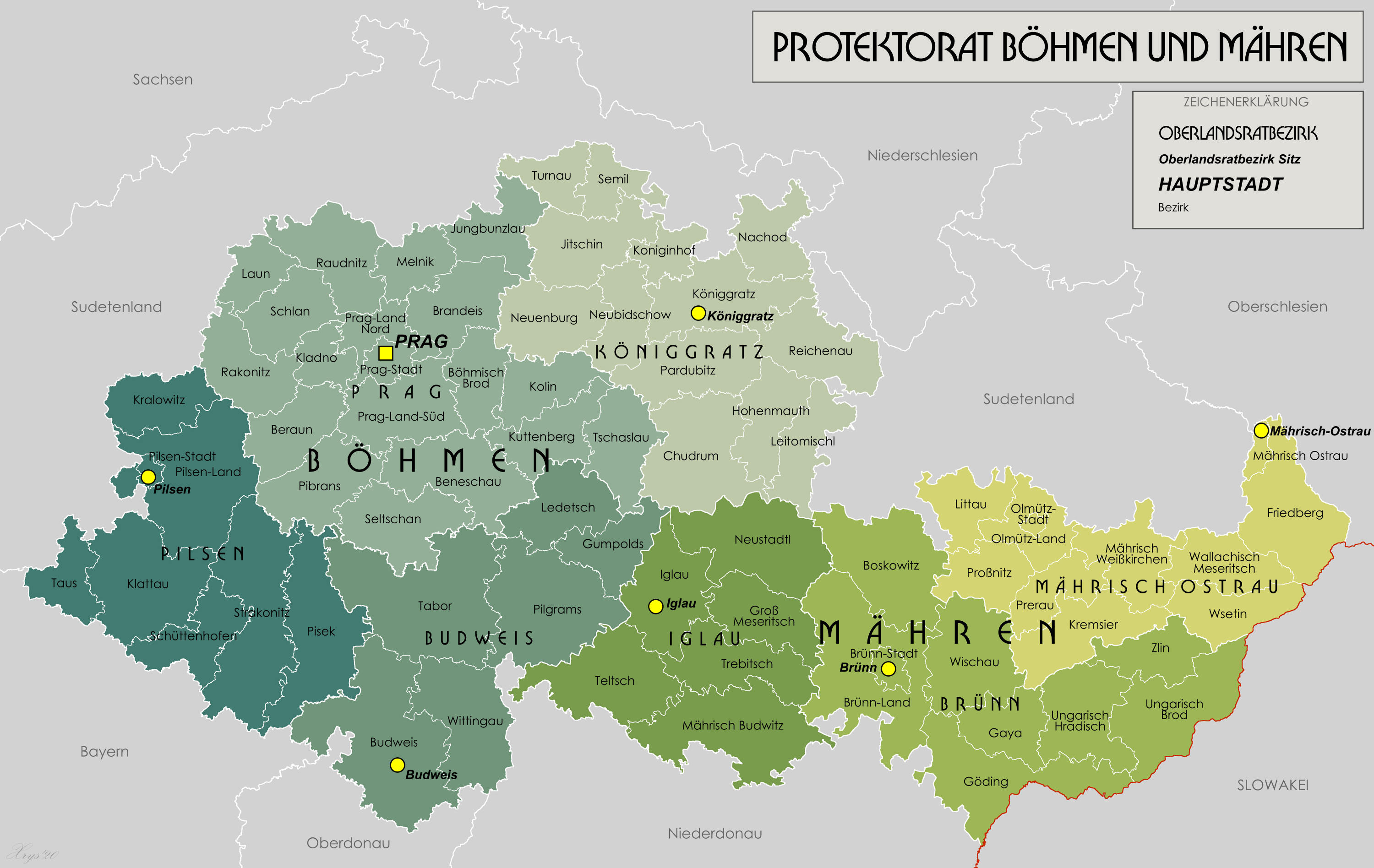
Districtes governamentals dins del protectorat.

Després que l'acord resultant de la Conferència de Múnic hagués concedit a Alemanya el control sobre una part considerable de la Txecoslovàquia d'entreguerres, la resta va ser subordinada formalment al govern alemany al març de 1939. Mentre Eslovàquia es va convertir en un estat independent, però en realitat era un estat satèl·lit d'Alemanya, els territoris txecs van ser convertits en un Protectorat de Bohèmia i Moravia sota domini alemany.
Existien dues estructures separades per a l'administració dins del protectorat. El Protectorat va ser oficialment dividit en dos Länder (territoris): Bohèmia i Moravia, que al seu torn van ser subdividits en un nombre d'unitats menors. El partit nazi va implementar una forma completament diferent d'organització constituint quatre districtes de partit separats a la regió, i subordinant-los organitzacionalment als Gaue i Reichsgaue que els envoltaven: Sudetenland, Gau Bayreuth (Bayerische Ostmark), Baix Danubi, i Alt Danubi. Aquests dos mètodes van continuar coexistint en el protectorat durant tota la durada de la seva existència.

## Planificació de futurs districtes
El govern nazi aplicava i practicava obertament un expansionisme territorial agressiu, amb la intenció d'ampliar encara més la ja per si mateix ampliada base territorial de l'Estat alemany. En previsió d'aquestes esperades ampliacions territorials, van ser teoritzats potencials nous districtes en longitud pels ideòlegs nazis, funcionaris del govern, i els departaments de planificació territorial. Aquestes expansions tenien la intenció en cas que es dugui a terme de dues maneres diferents:

### Expansió territorial cap a Europa de l'Est
En una conferència donada el 16 de juliol de 1941, discutint sobre la futura organització de la conquistats territoris soviètics, Hitler va estipular no només la intenció d'incorporar les àrees esmentades més amunt, sinó que també cap a tota la regió dels Balcans (Reichskommissariat Ostland), la colònia alemanya del Volga, i el districte de Bakú en futurs Reichsgebieten (territoris del Reich). El 3 de novembre de 1941 el va elaborar també l'aspecte toponímic de la germanización de l'Est:
| «               | Als territoris del Este faré substituir els noms geogràfics es indioma eslau per uns altres escrits en alemany. Per exemple, Crimea es podria anomenar Gotenland. […] Ens calen noms que confirmin els nostres drets que es remunten a més de 2.000 anys. | » |
| — Adolf Hitler, | |   |

Dins del Govern General era discutit si la vall central i alt del riu Vístula hauria de convertir-se en un únic Vandalengau (Gau dels vàndals) o en tres nous Reichsgaue. Una proposta prèvia al 1939 també advocava per la creació d'un Reichsgau Beskidenland, que s'hauria d'estendre des de l'àrea cap a l'Oest de Cracovia fins al riu Sant, a l'Est. Per la seva banda, Sepp Janko, representant nazi dels interressos dels suabs del Danubi, pressionava perquè s'establís un Reichsgau Banat o un Prinz-Eugen-Gau, la qual cosa hauria abastat als territoris iugoslaus de Bačca, Bànat, parts de Transilvania (Siebenbürgen) i Baranya.

### Annexió dels països germànics
La categorització racial nazi dels grups ètnics d'Europa va classificar als europeus del nord, especialment a aquells que estaven properament relacionats als germans (acte considerats una sola nacionalitat de la qual els suïssos i austríacs no eren gens més que identitats sub-regionals en el millor dels casos) tals com els holandesos, els flamencs, els danesos, noruecs, suecs, i anglesos com a part d'una raça superior ària-nòrdica (Herrenrasse). Després de la integració d'Àustria en una Gran Alemanya (Großdeutschland), Hitler va decidir que seguiria la mateixa política en el futur per a tots aquells països que percebés amb qualificacions racials com a "pertanyents" al Reich. Això va significar que els Països Baixos i els estats escandinaus havien de ser finalment annexats en un molt més gran Gran Reich Germànic (Großgermanisches Reich) mitjançant la seva partició en unitats administratives d'estat i de partit més petites, tals com Dinamarca en un Gau Nordmark, i Holanda en un Gau Westland.
Després la noció real d'aquests països d'haver estat independents o separats de la resta del Reich hauria de ser suprimida indefinidament. L'objectiu cridava a la inauguració d'un nou període de Gleichschaltung forçat ràpid, el resultat final del qual seria que a part del seu "llenguatge dialecte" local, aquests països arribarien a ser perfectes duplicats de l'Alemanya Nacional Socialista en tots els aspectes polítics i socials.
Addicionalment es va pretendre revertir els límits fronterers d'Alemanya amb França a aquells de la Baixa Edat Mitjana del Sacre Imperi Romanogermànic. Una franja de l'est de França, des de la boca del Somme fins al Llac Ginebra (l'així cridada zona "tancada" o "prohibida" de la França ocupada per Alemanya) va ser preparada per ser annexada al Reich alemany com Reichsgau Burgund, amb Nancy (Nanzig) com a capital.